# 克氏麗頸䲁
克氏麗頸䲁（學名：Lepidonectes clarkhubbsi），為輻鰭魚綱䲁形目三鰭䲁科麗頸䲁屬的一個種，是威廉·阿爾伯特·布辛於1991年對其進行了描述，種名是紀念美國魚類學家克拉克·哈布斯（1921-2008），分布於中太平洋東部哥斯大黎加與巴拿馬海域，深度2至12公尺，本魚體延長，眼上方有大而尖的觸鬚，眶緣、前鰓蓋骨邊緣、頸背及吻背面有小刺，口腔頂部兩側的牙齒，鱗片粗糙，但腹部光滑，前鰓蓋骨及大部分鰓蓋骨被小鱗片覆蓋，胸鰭基部無鱗，雌魚體呈白色，體側有4條紅棕色橫帶，尾根部有一條深棕色橫帶，第一背鰭白色並有紅色斑點；雄魚顏色較鮮豔，體紋較多，第一背鰭為黑色，其基部有2個亮黃色橙色斑點，尾鰭有紅棕色條紋，背鰭3個，背鰭硬棘16枚、背鰭軟條10-11枚、臀鰭硬棘2枚、臀鰭軟條18-20枚，體長可達6.5公分，成魚棲息在岩礁區，以小型無脊椎動物及藻類為食，雌魚產附著性卵在藻類築的巢，雄魚會守護卵，幼魚為浮游性，生活習性不明。